# (1513) Mátra
(1513) Mátra – planetoida z pasa głównego asteroid okrążająca Słońce w ciągu 3 lat i 91 dni w średniej odległości 2,19 au. Została odkryta 10 marca 1940 roku w Obserwatorium Konkolyego w Budapeszcie przez Györgya Kulina. Nazwa planetoidy pochodzi od Mátry, pasma górskiego na Węgrzech, gdzie znajduje się stacja obserwacyjna Obserwatorium Konkolyego. Przed nadaniem nazwy planetoida nosiła oznaczenie tymczasowe (1513) 1940 EB.